# USS Helena (CA-75)
O USS Helena foi um cruzador pesado operado pela Marinha dos Estados Unidos e a oitava embarcação da Classe Baltimore. Sua construção começou em setembro de 1943 nos estaleiros da Bethlehem Shipbuilding e foi lançado ao mar em abril de 1945, sendo comissionado na frota norte-americana em setembro do mesmo ano. Era armado com uma bateria principal composta por nove canhões de 203 milímetros montados em três torres de artilharia triplas, tinha um deslocamento carregado de mais de dezessete mil toneladas e alcançava uma velocidade máxima de 33 nós.
O Helena entrou em serviço logo após o fim da Segunda Guerra Mundial e teve uns primeiros anos de serviço relativamente tranquilos, com suas principais atividades consistindo em treinamentos e exercícios de rotina. Ele realizou uma grande viagem ao redor do mundo entre 1946 e 1947 em que visitou vários portos estrangeiros na Europa, Mar Mediterrâneo, Oceano Índico e Sudeste Asiático. Depois disso o navio alternou períodos de serviço no Sudeste Asiático com períodos operando a partir da Costa Oeste dos Estados Unidos em deveres de treinamento.
A Guerra da Coreia começou em junho 1950 e o Helena foi enviado no mês seguinte para a região. Ele serviu no confronto no decorrer dos dois anos seguintes, atuando principalmente em diversas ações de bombardeio litorâneo contra as forças norte-coreanas. Depois do fim das hostilidades o cruzador retomou sua rotina anterior de períodos de serviço no Sudeste Asiático alternados com períodos de treinamentos e exercícios na Costa Oeste. A embarcação foi descomissionada em junho de 1963 e mantido inativo na Frota de Reserva até ser desmontado em 1975.